# (34048) 2000 OR35
2000 OR35 (asteroide 34048) é um asteroide da cintura principal. Possui uma excentricidade de 0.26067830 e uma inclinação de 7.86172º.
Este asteroide foi descoberto no dia 31 de julho de 2000 por LINEAR em Socorro.